# Craig Halkett
Craig Halkett, né le 29 mai 1995, est un footballeur écossais qui évolue au poste de défenseur avec le club d'Heart of Midlothian.

## Biographie
Il inscrit sept buts en première division écossaise lors de la saison 2018-2019 avec l'équipe de Livingston.
En avril 2019, il signe un contrat en faveur de l'Heart of Midlothian FC, rejoignant l'équipe à l'issue de la saison 2018-19.

## Palmarès

### En club
- Livingston FC
  - Vice-champion d'Écosse de D2 en 2018
  - Champion d'Écosse de D3 en 2017
- Heart of Midlothian
  - Champion de la Scottish Football League First Division (deuxième division) en 2021.
  - Finaliste de la Coupe d'Écosse en 2022

### Distinctions personnelles
- Membre de l'équipe-type de D2 écossaise en 2018.
- Membre de l'équipe-type de Scottish Premier League en 2019.